# 190-е годы
190-е (сто девяно́стые) го́ды по юлианскому календарю — промежуток времени с 1 января 190 года по 31 декабря 199 года, включающий 190 год 9-го десятилетия   и с 191 по 199 годы    10-го десятилетия II века 1-го тысячелетия.  Они закончились 1826 лет назад.

## Важнейшие события
- Конец династии Хань (189—220).
- Конец II века — написаны «Псевдоклиментины». Приписываются папе Клименту[1]. Излагается учение эбионитов.
- Конец II века — царь Андхры Яджна Шри Сатакарни. Усилил власть андхров над шаками.
- Конец II века — Холян при осаде китайской крепости застрелен из самострела. За его малолетнего сына стал управлять брат, затем дядя и племянник поссорились.
- Первая половина 190-х годов — солдаты перебили канцеляристов-евнухов. Против их буйств выступило земское ополчение, блокировавшее непобедимую армию в Чанъани.
- Ок. 200 — поселение тюркского племени хазар на Нижней Волге.